# Transición imperial japonesa de 2019

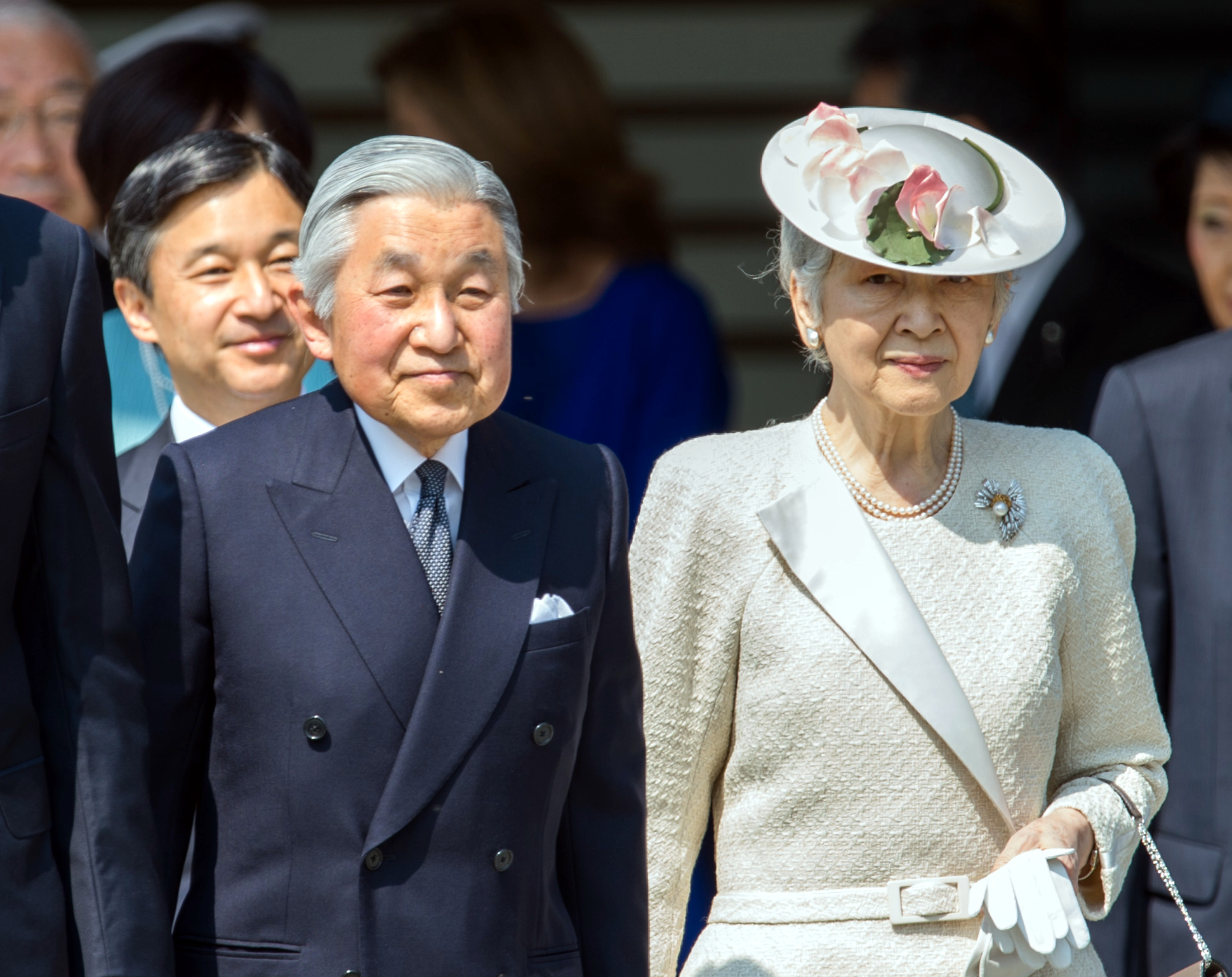
En el primer plano de la foto podemos observar al emperador saliente Akihito y la emperatriz Michiko. Por detrás se encuentra el príncipe Naruhito

La transición imperial japonesa de 2019 fue un período en donde el emperador Akihito de Japón, fue sucedido por su hijo el príncipe Naruhito, concluyendo la Era Heisei. La abdicación del emperador japonés supuso en un hecho inédito en la historia moderna del país. El día 1 de abril de 2019 se conoció el nombre de la nueva era imperial que sucedió a la Era Heisei, denominándose como Era Reiwa.

## Antecedentes

Estandarte del emperador de Japón

Según la tradición imperial japonesa el nombre de la nueva era se revela posteriormente al fallecimiento del emperador actual. Algo muy difícil predecir. El 7 de enero de 1989, tras la muerte del monarca y padre de Akihito, Hirohito, en cuyo nombre su país luchó durante la Segunda Guerra Mundial, Japón pasó de la era Showa año 64 (1926-1989) a la era Heisei. Así fue como Akihito se convirtió en el emperador japonés número 125.
Esta vez es distinto, en 2016 Akihito manifestó su intención de retirarse del trono debido a su edad y comprometido estado salud. Como excepción se facilitó entonces una ley para admitir pasar el relevo en vida. La tradición imperial japonesa supone que, tras su muerte, Akihito debería ser llamado emperador Heisei, pero la Casa Real japonesa comunicó que hasta ese momento y después de la abdicación, él y su esposa, la emperatriz Michiko, serán llamados emperadores eméritos.
El último emperador en abdicar fue el emperador Kokaku en 1817 en la última parte del Período Edo. En general, el monarca de Japón no puede renunciar.
Desde que ascendió al Trono del Crisantemo, el de la monarquía hereditaria más antigua del mundo, el emperador Akihito, bautizado con el nombre ("gengo") de "heisei" (Creador de Paz), trató de curar las heridas de la Segunda Guerra Mundial en Asia. En 1991 visitó Tailandia, Malasia e Indonesia en su primer viaje oficial al extranjero. Es por ello que el pueblo japonés lamentó su renuncia.

## Nombre de la nueva era imperial

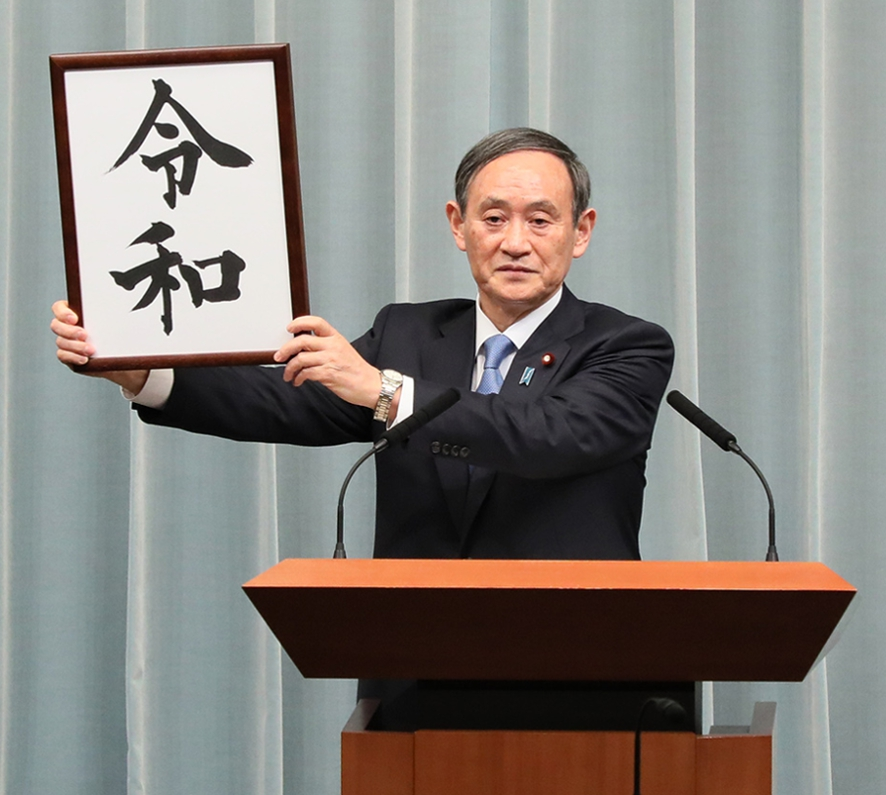
Yoshihide Suga, secretario jefe de gabinete anuncia la nueva era imperial "Reiwa" a la prensa

La elección del nombre para una nueva era es uno de los rituales más venerados por el de Estado Nipón. Se trata de un proceso de selección que requiere meses. La primera etapa de este procedimiento la llevan a cabo expertos en literatura japonesa y china clásica, ellos son los encargados de escribir propuestas que luego se entregarán al secretario jefe del Gobierno, quien deberá disminuir esas opciones para poder presentarlas durante una renovada ronda de discusiones. Luego a este diálogo se sumarán, dos representantes de las dos cámaras legislativas japonesas y los miembros del gabinete. La última decisión se tomará en una reunión en la que participarán los académicos y los principales cargos políticos del país, con una duración estimada de más de dos horas.
Se ha rumoreado cual podría ser el próximo nombre y las especulaciones sobre este mantienen alerta a todos los interesados. Mantener en secreto la denominación de la nueva era es de total importancia, es por eso que el gobierno ha debido reforzar las medidas de seguridad para evitar una posible filtración.
Para que perdure oculto, el anuncio sólo se le comunicará al sucesor, Naruhito, y al propio Akihito, momentos antes de que se difunda de forma pública y los participantes de esta reunión no tendrán permiso de abandonar la sala hasta que la noticia se oficialice. Es probable que los convocados tengan que entregar sus teléfonos móviles y relojes inteligentes antes de acceder al encuentro. En otra ocasión tuvieron que aceptar incluso ir acompañados al retrete. Asahi Shimbun aseguró que Tokio está contemplando incluso bloquear las emisiones de radio durante ese periodo de tiempo.

## El calendario

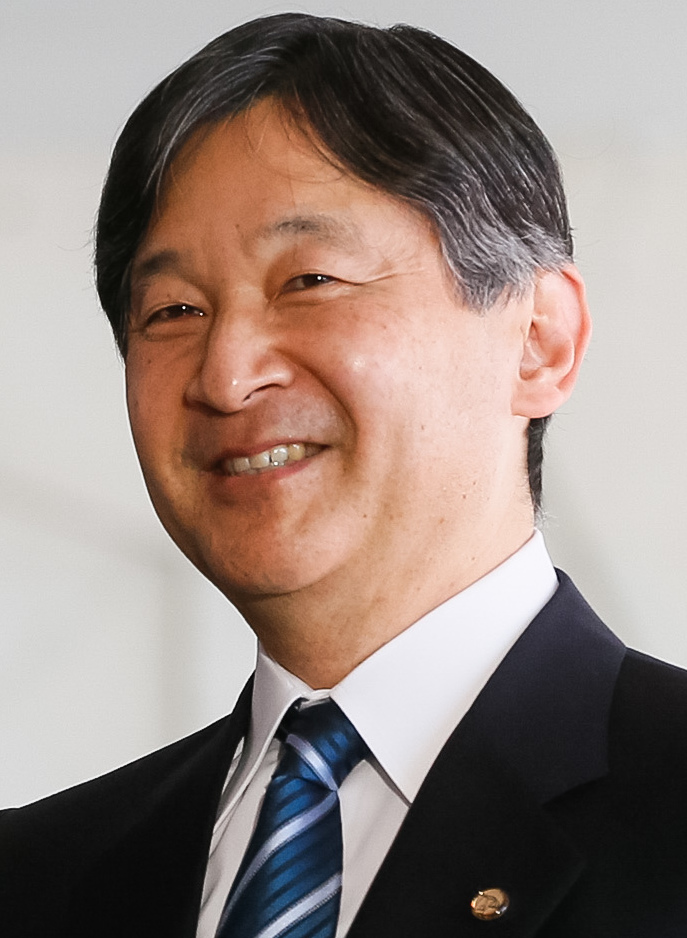
Príncipe Naruhito

A diferencia del calendario gregoriano u occidental, el japonés reconoce la coronación de un nuevo emperador como un hecho destacable y cada vez que esto sucede comienza una nueva era. Esto conlleva una evidente transformación de la perspectiva actual en Japón, ya que con esta modificación aparece un nuevo calendario el cual exigirá una reforma de todo el papeleo oficial, los documentos utilizados en las transacciones comerciales y los programas informáticos, desatando un gran malestar en los mercados financieros. Ante esta situación Tokio ha informado que se establecerá un largo periodo festivo entre el 27 de abril y el 7 de mayo para apaciguar los efectos de esta transición. Aunque este cambio de etapa ya ha propiciado un cierto desorden en sectores como el de los impresores de calendarios, los cuales deben recoger el año occidental y la fecha nipona. Algunas administraciones locales como la de Tokio y Osaka, han optado por recurrir en exclusiva al almanaque gregoriano para diversos trámites administrativos y así evitar que sus ordenadores bloqueen su tramitación.
Otro gran problema que surge es la necesidad de actualizar los millones de dispositivos con sistemas operativos creados en Japón, en general, aparatos con software, como móviles, ordenadores, electrodomésticos, para evitar, por ejemplo, que programas que usen calendarios japoneses no se equivoquen de era. Akihito se ha mantenido en el trono prácticamente desde que se originó la era de la información, es por eso que gran parte de sus sistemas nunca han tenido que enfrentarse a un cambio de era.
Este hecho afecta directamente a los fabricantes y usuarios de tecnologías de la información en Japón, es una situación que recuerda al “efecto 2000”, o Y2K, que con la llegada del nuevo siglo provocó que millones de sistemas informáticos en todo el mundo debieran actualizar sus sistemas para que sus relojes internos identificasen los años expresados en números de cuatro cifras, y no dos.

## La música

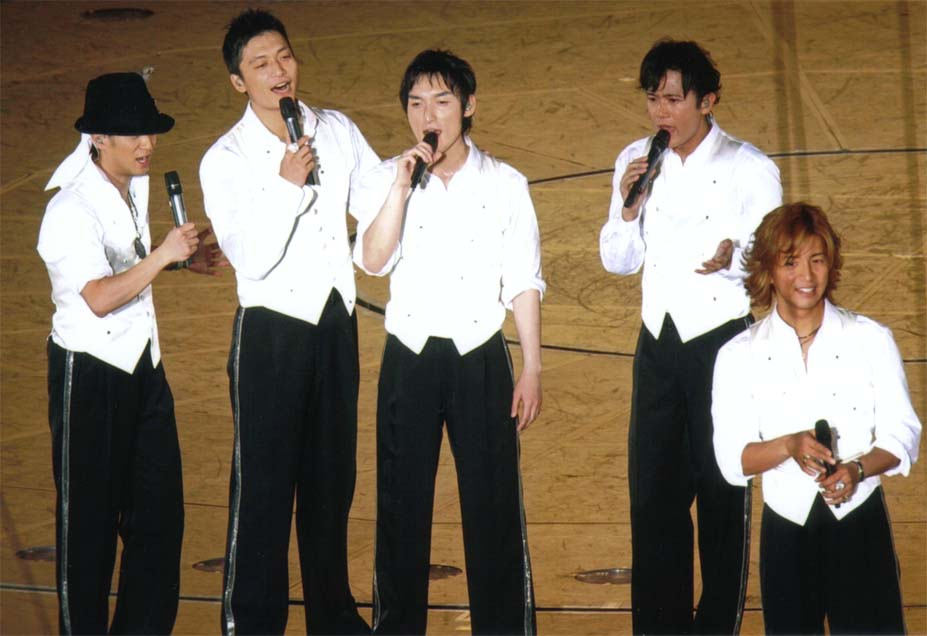
Los cantantes de la banda SMAP en 2008 durante el Super Modern Artistic Performance Tour

Gran parte de los jóvenes japoneses piensan fervientemente que el comienzo de una nueva era en Japón está marcado por la música, y es que una de las creencias populares más reconocida en el estado asiático dice que las canciones populares cambian con los tiempos y los tiempos cambian con las canciones populares. Por eso, las nuevas generaciones han comprendido que el principio del fin de la era Heisei no se dio aquel el 8 de agosto del año 2016, cuando Akihito hizo público su anhelo de desistir del trono sino que fue seis días más tarde, cuando SMAP, la que posiblemente fue la banda local más célebre de este periodo anunció su separación. El quinteto dio sus primeros pasos en 1991, cuando recién comenzaba el periodo Heisei. Sobre esta situación The Japan Times declaró que "el final de SMAP marca el final de una era". La del emperador Akihito.

## Cronograma

### Era Heisei
2010
El emperador Akihito informa a su consejo asesor que le gustaría retirarse y ayudarlo a organizarlo.
2016
- Julio: el emperador Akihito filtra a la prensa sus deseos de retirarse.
- 13 de julio: NHK informa sus deseos al público.
- 8 de agosto: El Emperador se dirige al público por televisión y radio, lo que implica el deseo anterior. [36]
- Septiembre: el primer ministro Shinzo Abe nombra un comité para investigar las ramificaciones legales de una posible abdicación.

2017
- 12 de enero: debate público sobre la abdicación en el comité de presupuesto de la Cámara de Representantes.
- 11 de mayo: un informe de un comité conjunto de la Dieta Nacional recomienda un proyecto de ley único para facilitar la primera abdicación imperial en dos siglos.
- 19 de mayo: El gabinete del primer ministro Shinzō Abe presenta el proyecto de ley de abdicación. [37]
- 2 de junio: el proyecto de ley de abdicación pasa a la Cámara de Representantes (Cámara Baja) [38].
- 9 de junio: El proyecto de ley de abdicación pasa a la Cámara de Consejeros (Cámara Alta) [38].
- Noviembre: el gabinete sugiere que el 30 de abril de 2019 será una buena fecha.
- 1 de diciembre: el Consejo de la Casa Imperial, que no se ha reunido en un cuarto de siglo, lo hace y aprueba la fecha sugerida.
- 8 de diciembre: el gabinete aprueba la fecha, autorizando la creación de un "comité de transición imperial" para supervisar las ceremonias involucradas, con el secretario jefe del gabinete, Yoshihide Suga, como presidente.

2018
- Enero: el comité se reúne por primera vez.
- 20 de febrero: Se publica un documento preliminar sobre ceremonias oficiales que declara que la abdicación será una ocasión estatal. [41]
- 3 de abril: el comité publica el Libro Blanco sobre ceremonias oficiales.
- 23 de diciembre: La celebración final del cumpleaños de Akihito como emperador.

2019
- 8 de enero: el 30 aniversario del Jubileo comienza con ceremonias de conmemoración del Emperador Shōwa.Comienzo de las celebraciones oficiales de despedida del emperador Akihito.
- 14 de febrero: se enumeró una encuesta para obtener sugerencias sobre el nombre de la era de Naruhito. * 24 de febrero: Celebraciones del Jubileo en el Teatro Nacional.
- 25 de febrero: La Agencia de la Casa Imperial anuncia que los títulos ingleses de Akihito y Michiko tras la abdicación serán Su Majestad Imperial, el Emperador Emérito y Su Majestad Imperial, la Emperatriz Emerita, respectivamente.
- 12 de marzo: Las ceremonias y rituales de abdicación privados tradicionales comenzaron con la ceremonia Kashikodokoro-ni-Taii-oyobi-sono-Kijitsu-Hōkoku-no-gi. * Kashikodokoro-ni-Taii-oyobi-sono-Kijitsu-Hōkoku-no-gi (賢 所 に 退位 及 び そ の 期日 奉告 の 儀) en el que el emperador Akihito informa su abdicación a la diosa del sol Amaterasu-ōmikami en el Kashiko-dokoro de los Tres Santuarios del Palacio del Palacio Imperial. * Kōreiden-Shinden-ni-Taii-oyobi-sono-Kijitsu-Hōkoku-no-gi (皇 霊 殿 神殿 に 退位 及 び そ の 期日 奉告 の 儀) en el que el Emperador Akihito informa su abdicación a los Espíritus Ancestrales de la Familia Imperial desde un año después de su muerte y el Amatsukami (天津 神) de Takamagahara y Kunitsukami (国 津 神) de la mitología japonesa en los Kōrei-den y Shin-den de los Santuarios de los Tres Palacio del Palacio Imperial, respectivamente. * Jingū-Jinmu-Tennō-Sanryō-oyobi-Shōwa-Tennō-izen-Yondai-no-Tennō-Sanryō-ni-Chokushi-Hakken-no-gi (神宮 神 武天皇 山陵 及 び 昭和 天皇 以前 四 代 の 天皇 山陵 に 勅使 発遣 の 儀) en el que se envían mensajeros y sacerdotes imperiales al Gran Santuario de Ise, el mausoleo del emperador Jimmu y los mausoleos de los 4 emperadores más recientes que informan la abdicación del emperador Akihito.
- 15 de marzo: rituales tradicionales de abdicación privada. * Jingū-ni-Hohei-no-gi (神宮 に 奉 幣 の 儀) Mensajeros imperiales y sacerdotes hicieron ofrendas e informaron la abdicación del emperador Akihito en el Gran Santuario de Ise. * Jinmu-Tennō-Sanryō-oyobi-Shōwa-Tennō-izen-Yondai-no-Tennō-Sanryō-ni-Hōhei-no-gi (神 武天皇 山陵 及 び 昭和 天皇 以前 四 代 の 天皇 山陵 に 奉 幣 の 儀) Mensajeros imperiales y los sacerdotes informaron la abdicación del emperador Akihito al mausoleo del emperador Jimmu y los mausoleos de los 4 emperadores más recientes.
- 26 de marzo: Jinmu-Tennō-Sanryō-ni-Shin'etsu-no-gi (神 武天皇 山陵 に 親 謁 の 儀) El Emperador y la Emperatriz presentaron sus respetos en el mausoleo del Emperador Jimmu en Kashihara, Prefectura de Nara.
- 1 de abril: El gabinete aprueba el nuevo nombre de la Era y el secretario jefe del gabinete, Yoshihide Suga, lo anuncia oficialmente al público como Reiwa (令 和).
- 18 de abril: Jingū-ni-Shin'etsu-no-gi (神宮 に 親 謁 の 儀) El Emperador y la Emperatriz presentan sus respetos en el Gran Santuario de Ise en Ise, Prefectura de Mie.
- 21 de abril: se celebran elecciones locales en Japón [48].
- 23 de abril: Shōwa-Tennō-Sanryō-ni-Shin'etsu-no-gi (昭和 天皇 山陵 に 親 謁 の 儀) El emperador y la emperatriz rinden homenaje en el mausoleo de su difunto padre, el emperador Shōwa, en el cementerio imperial de Musashi en Hachiōji, Tokio.
- 27 de abril: Día festivo adicional: comienzo de la temporada de vacaciones de la Semana Dorada.
- 29 de abril: Día de Shōwa
- 30 de abril: Taiirei-Seiden-no-gi (退位 礼 正殿 の 儀) El emperador Akihito anuncia su renuncia al trono y recibe audiencia con los representantes del pueblo por última vez durante una ceremonia relativamente breve en el Salón de los Pinos (Matsu- no-Ma); La ceremonia también contó con dos de los Tres Tesoros Sagrados, y el Sello Privado y el Sello del Estado. Akihito se convierte en el primer Jōkō.[1][2][3][4][5][6][7][8][9][10][11][12][13][14][15][16][17][18][19]

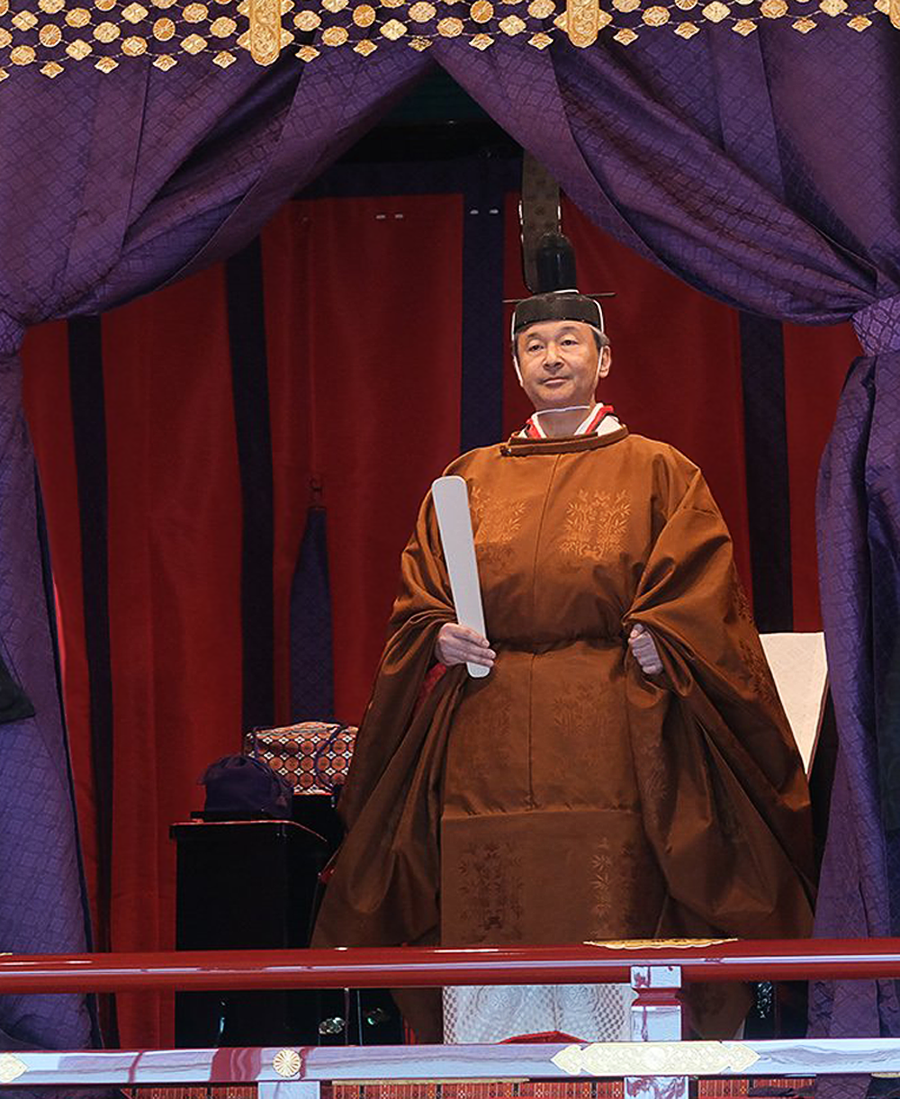
Naruhito durante la ceremonia de su entronización

### Era Reiwa
- 1 de mayo: comienzo de la era Reiwa y fecha de adhesión del emperador Naruhito.
- Kenji-tō-Shōkei-no-gi (剣 璽 等 承 継 の 儀) El Emperador Naruhito hereda dos de los tres Regalia Imperial de Japón, así como el Sello Privado y el Sello del Estado. Esta ceremonia también tiene lugar en el Salón de los Pinos. [51] [52] [53]
- Sokui-go-Chōken-no-gi (即位 後 朝見 の 儀) en el que el emperador Naruhito se reúne por primera vez con los representantes del pueblo.
- 2 de mayo: vacaciones extra
- 3 de mayo: Día de los caídos en la Constitución
- 4 de mayo: día verde
- 5 de mayo: Día del niño
- 6 de mayo: feriado adicional: celebraciones de fin de semana dorada.
- 22 de octubre: Ceremonia de Entronización
- Sokuirei-Seiden-no-gi (即位 礼 正殿 の 儀) en el que el emperador Naruhito proclama la entronización y recibe felicitaciones de representantes de la gente en el país y en el extranjero.
- 22, 25, 29, 31 de octubre: Kyōen-no-gi (饗 宴 の 儀) Banquetes en la corte para celebrar la entronización y recibir felicitaciones de los invitados.
- 10 de noviembre (reprogramado desde el 22 de octubre): [54] Shukuga-Onretsu-no-gi (祝賀 御 列 の 儀) Procesión para mostrar y recibir buenos deseos de las personas en automóvil.
- 14-15 de noviembre: Daijōsai (大 嘗 祭) [55]

2020
- 23 de febrero: La primera celebración del cumpleaños de Naruhito como emperador.
- 19 de abril: el Príncipe Akishino será promovido a kōshi (un rango equivalente al príncipe heredero).[18][19]